# Fixierung (Psychoanalyse)
Fixierung ist ein Begriff aus der psychoanalytischen Neurosenlehre Sigmund Freuds.
Gemäß seiner Theorie der psychosexuellen Entwicklung durchlebt der Mensch fünf Phasen:
- orale Phase (1. Lebensjahr)
- anale Phase (1–3 Jahre)
- phallische Phase (3–5 Jahre)
- Latenzphase (zwischen 6 und 12 Jahren)
- genitale Phase (ab 12 Jahre)[1]

Nichtbefriedigung der für die Phasen jeweils charakteristischen Bedürfnisse sei ein traumatisches Erlebnis, das zur Fixierung führe, also dem Stehenbleiben auf dieser Entwicklungsstufe. Latenz- und genitale Phase hat Freud nur kurz behandelt.
Von der modernen experimentellen Psychologie konnten Freuds Ideen nicht bestätigt werden.

## Fixierung der oralen Phase
Ein „oraler Charakter“ ist passiv, abhängig, fordernd, neidisch, egoistisch usw. und kann sich in übermäßigem Essen, Trinken, Rauchen usw. äußern.

## Fixierung der analen Phase
Der „anale Charakter“ ist penibel, ordnungsliebend, zwanghaft, sparsam, starrsinnig usw.

„Wenn ein Zwangskranker sich für aggressive Gedanken so bestraft, als hätte er sie realisiert, dann wird dies für eine Fixierung oder eine Regression auf das Entwicklungsniveau der sogenannten ‚analen Phase‘ gehalten. In dieser Phase soll gelten, daß Sprechen, Denken und Handeln relativ unterschiedslos füreinander stehen. […] Derjenige, der zu einem anderen sagt: ‚ich verfluche Dich!‘, geht davon aus, daß seine sprachliche Äußerung in Erfüllung geht, sonst wäre das Vorhaben sinnlos. […] Wegen der unbewußten Gleichsetzung von Denken und Handeln ist es zwingend, daß er sich bestrafen muß.“

Es handelt sich hier also um eine für die anale Phase alterstypische Form der Allmacht der Gedanken.

## Fixierung der phallischen Phase
In die Zeit der phallischen Phase fällt der Ödipuskonflikt, dessen Nichtbewältigung zum erfolgsbesessenen, rücksichtslosen, kämpferischen „phallischen Charakter“ führt.